# Bulharská carská rodina
Bulharská královská rodina byla jedna z linií Koháryů, větve sasko-kobursko-gothajské dynastie, jež panovala v Bulharsku v letech 1887 až 1946. Poslední car (hodnost car je v Bulharsku podobná hodnosti našeho krále), Simeon II. byl pak v roce 2001 zvolen bulharským předsedou vlády a v tomto úřadě setrval do roku 2005. Členové královské rodiny mají titul princ (princezna) bulharský a vévoda (vévodkyně) saský s oslovením královská výsost.[zdroj⁠?!]

## Hlavní členové rodiny
Bulharská Královská rodina zahrnuje:
- JV car Simeon
- JV carevna Markéta
  - JKV prince z Tarnova (carův prvorozený syn)
  - JKV princezna z Tarnova (manželka prince z Tarnova)
    - JKV Princ Boris (Prince z Tarnova prvorozený syn)
    - JKV Princ Beltran (druhorozený syn prince z Tarnova)

  - JKV princ preslavský (carův druhorozený syn)
  - JKV princezna preslavská (manželka prince preslavského)
    - JKV princezna Mafalda (prvorozená dcera prince preslavského)
    - JKV princezna Olimpia (druhorozená dcera prince preslavského)
    - JKV princ Tassilo (syn prince preslavského)

  - JKV princ sasko-kobursko-gothajský (carův třetí syn)
  - JKV princezna z Panagiurishte (manželka prince sasko-kobursko-gothajského)
    - JKV princ Mirko (prvorozený syn prince sasko-kobursko-gothajského)
    - JKV princ Lukás (druhorozený syn prince sasko-kobursko-gothajského)
    - JKV princ Tirso (třetí syn prince sasko-kobursko-gothajského)

  - JKV princ vidinský (carův čtvrtý syn)
  - JKV princezna vidinská (manželka prince vidinského)
    - JKV princ Hubert (prvorozený syn prince vidinského)
    - JKV princezna Sofie (prvorozená dcera prince vidinského)

  - JKV princezna Kalina (carova dcera)
- JKV princezna Marie Louisa (carova sestra)

### Bulharské carství
Panujícími členy byli:
- Ferdinand I. (1887–1918)
- Boris III. (1918–1943)
- Simeon II. (1943–1946) — poté v letech 2001–2005 předseda vlády Bulharska (Simeon Sasko-Kobursko-Gothajský)

## Zajímavosti
Po bulharské Sasko-kobursko-gothajské královské dynastii je pojmenován Coburg Peak na poloostrově Trinity v Antarktidě.